# Keith Reynolds
Keith Reynolds, né le 25 décembre 1963 à Solihull, est un coureur cycliste britannique. Actif durant les années 1980 et 1990, il a notamment été médaille d'or du contre-la-montre par équipes des Jeux du Commonwealth de 1986 avec l'équipe d'Angleterre. Il a représenté la Grande-Bretagne aux Jeux olympiques de Los Angeles en 1984 et y a pris la huitième place du contre-la-montre par équipes.

## Palmarès
- 1983
  - 2e étape du Tour d'Écosse
- 1984
  - 8e du contre-la-montre par équipes des Jeux olympiques
- 1986
  -  Médaille d'or du contre-la-montre par équipes des Jeux du Commonwealth
  - 3e du Tour de Normandie
- 1989
  - 7e, 9e et 12e étapes du Herald Sun Tour
  - 2e et 5e étapes du Tour de Grande-Bretagne
  - 2e du Tour de Grande-Bretagne
- 1991
  - 2e du championnat de Grande-Bretagne sur route
  - 3e du Tour de Grande-Bretagne
- 1993
  - Lincoln Grand Prix
  - Girvan Three Day :
    - Classement général
    - 1re et 3e étapes